# Aufstiegsstipendium
Das Aufstiegsstipendium ist ein Programm der Begabtenförderung des Bundesministeriums für Bildung und Forschung (BMBF). Das Stipendium unterstützt besonders leistungsfähige Berufserfahrene bei der Durchführung eines ersten Hochschulstudiums. Seit der Einführung des Stipendienprogramms 2008 werden jährlich über 1000 neue Stipendiaten in das Förderprogramm aufgenommen.
Die SBB – Stiftung Begabtenförderung berufliche Bildung führt im Auftrag und mit Mitteln des Bundesministeriums für Bildung und Forschung die Auswahl der Stipendiaten durch und begleitet diese während der Förderzeit.

## Besonderheiten
Das Aufstiegsstipendium richtet sich an Berufserfahrene mit einer beruflichen Qualifizierung. Das Stipendium unterstützt diese bei einem ersten akademischen Hochschulstudium. Die Berufserfahrung wird belegt durch den Abschluss einer Berufsausbildung und durch eine anschließende Berufstätigkeit von mindestens zwei Jahren mit einem Stellenumfang von mindestens 19 Stunden/Woche.
Eine Förderung ist für Studiengänge in Vollzeit und berufsbegleitend möglich. Voraussetzung: Das Studium erfolgt an einer staatlichen oder staatlich anerkannten Fachhochschule oder Universität und endet mit einem akademischen Abschluss (i. d. R. 'Bachelor' oder 'Diplom'). Die Bewerbung ist vor Beginn eines Studiums möglich. Nach Stipendienzusage ist ein Jahr Zeit, mit dem Studium zu beginnen. Bereits Studierende können sich bis zum Ende des zweiten Studiensemesters bewerben.
Die Förderung erfolgt als Pauschale und ist einkommensunabhängig. Die Förderung für ein Vollzeitstudium beträgt 934 Euro monatlich plus 80 Euro Büchergeld (ggf. zusätzlich Kinderbetreuungszuschuss für eigene Kinder unter 14 Jahren in Höhe von 160 Euro je Kind). Die Förderung für ein berufsbegleitendes Studium beträgt 2900 Euro jährlich.
Auch wer schon langjährig im Beruf steht, kann sich bewerben. In einem Auswahlgespräch sollte begründet werden können, welche berufliche Weiterentwicklung mit dem Studium angestrebt wird.

## Bewerbungsvoraussetzungen
Fachkräfte, die in Ausbildung und Berufspraxis besondere Leistungen gezeigt haben, erhalten durch das Programm Unterstützung zur Durchführung eines ersten akademischen Studiums an einer staatlichen oder staatlich anerkannten Hochschule. Die Voraussetzungen für eine Bewerbung um ein Aufstiegsstipendium sind:
- eine abgeschlossene Berufsausbildung oder Aufstiegsfortbildung,
- Berufserfahrung von mindestens zwei Jahren (nach Abschluss der Ausbildung und vor Beginn eines Studiums) zum Zeitpunkt der Online-Bewerbung,
- noch kein Hochschulabschluss (für bereits Studierende: Eine Bewerbung ist vor Beendigung des zweiten Studiensemesters noch möglich),
- ein Nachweis über die besondere Leistungsfähigkeit in Ausbildung und Beruf, u. a. durch die Note der Berufsabschlussprüfung oder der Abschlussprüfung einer Aufstiegsfortbildung (Gesamtergebnis mit mindestens Note 1,9 oder 87 Punkte und mehr). Weitere Möglichkeiten sind die besonders erfolgreiche Teilnahme an einem überregionalen beruflichen Leistungswettbewerb oder ein begründeter Vorschlag des Arbeitgebers.

## Auswahlverfahren
Das Auswahlverfahren zum Aufstiegsstipendium hat drei Stufen:

### Stufe I – Online-Bewerbung
Die Bewerbung um ein Aufstiegsstipendium erfolgt durch Selbstbewerbung. Interessierte füllen als ersten Schritt ein Online-Formular aus. Die Online-Bewerbung kann während der Bewerbungsphasen über einen Link auf der Website zum Aufstiegsstipendium gestartet werden. Über die Angaben in der Online-Bewerbung wird geprüft, ob die grundlegenden Voraussetzungen für eine Bewerbung erfüllt sind. Dazu gehören u. a. der Nachweis der besonderen Leistungsfähigkeit und der Berufspraxis.

### Stufe II – Kompetenz-Check
Wer nach den eigenen Angaben in der Online-Bewerbung die grundsätzlichen Kriterien für die Teilnahme am Auswahlverfahren erfüllt hat, erhält per E-Mail die Zulassung zur Teilnahme an der nächsten Stufe des Bewerbungsverfahrens. Stufe II besteht aus einem Fragebogen zu mehreren Kompetenzfeldern (z. B. Zielstrebigkeit, soziale Kompetenz), der ebenfalls online bearbeitet wird. Ein Expertenteam wertet die eingehenden Fragebögen aus. In Stufe II werden zudem von den Bewerbern Unterlagen angefordert, die die Angaben aus der Online-Bewerbung belegen.

### Stufe III – Auswahlgespräch
Bewerbern mit einem besonders guten Ergebnis in Stufe II erhalten eine Einladung zu einem Auswahlgespräch. In diesem Gespräch stellt eine Jurorin oder ein Juror Fragen zum beruflichen Werdegang und zum geplanten oder bereits begonnenen Studium. Grundlage sind die Antworten im Kompetenz-Check. Die Juroren sind Experten aus Wissenschaft und Wirtschaft.